# Благодатна селищна рада
Благодатна селищна рада (до 2016 року — Жовтнева) — орган місцевого самоврядування у складі Нововолинської міської ради Волинської області. Адміністративний центр — селище міського типу Благодатне.

## Загальні відомості
- Жовтнева селищна рада утворена в 1956 році
- Населення ради: 4801 особа (станом на 2016 рік)

## Населені пункти
До складу селищної ради входить один населений пункт — смт Благодатне.

## Склад ради
Рада складається з 22 депутатів та голови.
- Селищний голова: Топорівський Олександр Володимирович
- Секретар ради: Лобойко Наталія Михайлівна

### Керівний склад попередніх скликань
| ПІБ                                  | Основні відомості                                                                                 | Дата обрання | Дата звільнення |
| ------------------------------------ | ------------------------------------------------------------------------------------------------- | ------------ | --------------- |
| Бичак Михайло Іванович               | Селищний голова, 1950 року народження, член Української Народної Партії                           | 26.03.2006   | 31.10.2010      |
| Рудь Володимир Васильович            | Селищний голова, 1956 року народження, освіта вища, член Всеукраїнського об'єднання «Батьківщина» | 31.10.2010   | 25.10.2015      |
| Топорівський Олександр Володимирович | Селищний голова, 1990 року народження, освіта вища, позапартійний                                 | 25.10.2015   |                 |

Примітка: таблиця складена за даними джерела

### Депутати
За результатами місцевих виборів 2015 року депутатами ради стали:

#### За округами
| № ВО | Прізвище, ім'я, по батькові    | Ким висунуто                                            | Відомості |
| 1    | Лобойко Наталія Михайлівна     | політична партія Всеукраїнське об'єднання «Батьківщина» | Громадянка України, народилася 11.12.1957 р., освіта вища, член політичної партії Всеукраїнське об'єднання «Батьківщина», Жовтнева селищна рада, секретар, місце проживання: смт. Жовтневе, м. Нововолинськ, Волинська обл.                   |
| 2    | Гурська Любов Миколаївна       | політична партія Всеукраїнське об'єднання «Батьківщина» | Громадянка України, народилася 17.01.1952 р., освіта середня спеціальна, безпартійна, пенсіонер, місце проживання: смт. Жовтневе, м. Нововолинськ, Волинська обл.                                                                             |
| 3    | Сергейчук Надія Петрівна       | політична партія Всеукраїнське об'єднання «Батьківщина» | Громадянка України, народилася 16.06.1957 р., освіта середня спеціальна, безпартійна, пенсіонер, місце проживання: смт. Жовтневе, м. Нововолинськ, Волинська обл.                                                                             |
| 4    | Романець Людмила Віталіївна    | політична партія Всеукраїнське об'єднання «Батьківщина» | Громадянка України, народилася 29.04.1975 р., освіта вища, член політичної партії Всеукраїнське об'єднання «Батьківщина», КП НВ «Теплокомуненерго», оператор дільниці, місце проживання: смт. Жовтневе, м. Нововолинськ, Волинська обл.       |
| 5    | Дем'янчук Галина Миколаївна    | політична партія Всеукраїнське об'єднання «Батьківщина» | Громадянка України, народилася 28.08.1954 р., освіта вища, член політичної партії Всеукраїнське об'єднання «Батьківщина», КП НВ «Теплокомуненерго», майстер дільниці, місце проживання: смт. Жовтневе, м. Нововолинськ, Волинська обл.        |
| 6    | Стерницька Алла Євгеніївна     | політична партія Всеукраїнське об'єднання «Батьківщина» | Громадянка України, народилася 26.01.1965 р., освіта середня спеціальна, член політичної партії Всеукраїнське об'єднання «Батьківщина», Безробітний, місце проживання: смт. Жовтневе, м. Нововолинськ, Волинська обл.                         |
| 7    | Скібук Наталія Дмитрівна       | політична партія Всеукраїнське об'єднання «Батьківщина» | Громадянка України, народилася 19.02.1981 р., освіта вища, член політичної партії Всеукраїнське об'єднання «Батьківщина», ННДЗ № 8, вихователь, місце проживання: смт. Жовтневе, м. Нововолинськ, Волинська обл.                              |
| 8    | Козел Ігор Степанович          | ПАРТІЯ "БЛОК ПЕТРА ПОРОШЕНКА «СОЛІДАРНІСТЬ»             | Громадянин України, народився 09.09.1964 р., освіта професійно-технічна, безпартійний, пенсіонер, місце проживання: смт. Жовтневе, м. Нововолинськ, Волинська обл.                                                                            |
| 9    | Кисельов Віталій В'ячеславович | ПАРТІЯ "БЛОК ПЕТРА ПОРОШЕНКА «СОЛІДАРНІСТЬ»             | Громадянин України, народився 24.09.1981 р., освіта професійно-технічна, безпартійний, ДП «Нововолинська шахта № 1», слюсар 5-го розряду, місце проживання: смт. Жовтневе, м. Нововолинськ, Волинська обл.                                    |
| 10   | Зіміч Наталія Василівна        | політична партія Всеукраїнське об'єднання «Батьківщина» | Громадянка України, народилася 19.02.1960 р., освіта вища, безпартійна, ЗОШ № 8, вчитель початкових класів, місце проживання: смт. Жовтневе, м. Нововолинськ, Волинська обл.                                                                  |
| 11   | Шакула Руслан Вікторович       | ПАРТІЯ "БЛОК ПЕТРА ПОРОШЕНКА «СОЛІДАРНІСТЬ»             | Громадянин України, народився 31.10.1979 р., освіта вища, безпартійний, ЗОШ села Будятичі, директор, місце проживання: смт. Жовтневе, м. Нововолинськ, Волинська обл.                                                                         |
| 12   | Сайчук Олександр Петрович      | Самовисування                                           | Громадянин України, народився 01.01.1962 р., освіта середня спеціальна, безпартійний, пенсіонер, місце проживання: смт. Жовтневе, м. Нововолинськ, Волинська обл.                                                                             |
| 13   | Ліннік Наталія Степанівна      | ПАРТІЯ "БЛОК ПЕТРА ПОРОШЕНКА «СОЛІДАРНІСТЬ»             | Громадянка України, народилася 20.09.1961 р., освіта професійно-технічна, безпартійна, ЗОШ № 8, сторож, місце проживання: смт. Жовтневе, м. Нововолинськ, Волинська обл.                                                                      |
| 14   | Коструба Олександр Вікторович  | політична партія Всеукраїнське об'єднання «Батьківщина» | Громадянин України, народився 10.08.1987 р., освіта вища, член політичної партії Всеукраїнське об'єднання «Батьківщина», шахти № 10, гірник підземник, місце проживання: смт. Жовтневе, м. Нововолинськ, Волинська обл.                       |
| 15   | Копачова Людмила Миколаївна    | політична партія Всеукраїнське об'єднання «Батьківщина» | Громадянка України, народилася 09.03.1952 р., освіта середня спеціальна, безпартійна, пенсіонер, місце проживання: смт. Жовтневе, м. Нововолинськ, Волинська обл.                                                                             |
| 16   | Мрочко Костянтин Васильович    | політична партія Всеукраїнське об'єднання «Батьківщина» | Громадянин України, народився 09.04.1984 р., освіта вища, безпартійний, Безробітний, місце проживання: смт. Жовтневе, м. Нововолинськ, Волинська обл.                                                                                         |
| 17   | Никифорова Надія Іванівна      | політична партія Всеукраїнське об'єднання «Батьківщина» | Громадянка України, народилася 28.02.1958 р., освіта вища, член політичної партії Всеукраїнське об'єднання «Батьківщина», ЗОШ № 8, завгосп, місце проживання: смт. Жовтневе, м. Нововолинськ, Волинська обл.                                  |
| 18   | Шклярук Наталія Геннадіївна    | ПАРТІЯ "БЛОК ПЕТРА ПОРОШЕНКА «СОЛІДАРНІСТЬ»             | Громадянка України, народилася 22.12.1977 р., освіта вища, безпартійна, Безробітний, місце проживання: смт. Жовтневе, м. Нововолинськ, Волинська обл.                                                                                         |
| 19   | Горпініч Олена Леонідівна      | ПАРТІЯ "БЛОК ПЕТРА ПОРОШЕНКА «СОЛІДАРНІСТЬ»             | Громадянка України, народилася 21.01.1984 р., освіта вища, безпартійна, Безробітний, місце проживання: смт. Жовтневе, м. Нововолинськ, Волинська обл.                                                                                         |
| 20   | Палій Тарас Володимирович      | політична партія Всеукраїнське об'єднання «Батьківщина» | Громадянин України, народився 27.04.1981 р., освіта вища, безпартійний, ЗОШ № 8, вчитель історії, місце проживання: смт. Жовтневе, м. Нововолинськ, Волинська обл.                                                                            |
| 21   | Журавська Валентина Миколаївна | політична партія Всеукраїнське об'єднання «Батьківщина» | Громадянка України, народилася 22.01.1971 р., освіта вища, член політичної партії Всеукраїнське об'єднання «Батьківщина», Територіальний центру соціальних послуг, директор, місце проживання: смт. Жовтневе, м. Нововолинськ, Волинська обл. |
| 22   | Матея Ірина Степанівна         | політична партія Всеукраїнське об'єднання «Батьківщина» | Громадянка України, народилася 13.01.1976 р., освіта загальна середня, безпартійна, Безробітний, місце проживання: смт. Жовтневе, м. Нововолинськ, Волинська обл.                                                                             |